# Джаич, Предраг
Предраг Джаич (серб. Предраг Ђајић; 1 мая 1922, Сараево — 13 мая 1979, Варшава) — югославский футболист, игравший на позиции полузащитника. Известен выступлениями в составе клуба «Црвена Звезда», а также национальной сборной Югославии.
Двукратный чемпион Югославии. Трёхкратный обладатель кубка Югославии.

## Клубная карьера
Играл в составе футбольного клуба «Славия» (Сараево), выступавшего в высшем дивизионе чемпионата Югославии. Финалист Зимнего кубка 1939 года — предвестника кубка Югославии. Турнир проводился зимой 1938—1939 годов, однако финальные матчи против клуба «Югославия» (завершившиеся со счётом 1:5 и 0:0), участником которых был Джаич, были сыграны год спустя в январе 1940 года.
Также был бронзовым призёром чемпионата Югославии в сезоне 1939—1940 годов. 20 сильнейших команд страны были поделены на две группы — сербскую и хорватско-словенскую. «Славия» стала третьей в сербской группе, а затем заняла третье место и в финальном турнире для шести лучших команд. На счёту Джаича 8 матчей в финальном турнире и 1 забитый гол.
Благодаря третьему месту в чемпионате «Славия» получила возможность выступить в Кубке Митропы 1940 года, в котором в том розыгрыше участвовали клубы из Венгрии, Югославии и Румынии. В четвертьфинале «Славия» встречалась с венгерским «Ференцварошем». В домашнем матче команда из Сараево сенсационно победила со счётом 3:0, благодаря двум голам Милана Райлича и голу Бранко Шалипура. В ответном матче лидер «Ференцвароша» Дьёрдь Шароши, не принимавшей участие в первой игре, забил 4 гола, а его команда победила со счётом 11:1 и вышла в полуфинал.
В 1945 участвовал в составе сборной республики Босния и Герцеговина в первом послевоенном чемпионате Югославии. Босния и Герцеговина со счётом 1:6 проиграла сборной республики Хорватия.
С 1946 года выступал за команду «Црвена Звезда», цвета которой и защищал всю свою послевоенную карьеру, длившуюся десять лет. За это время дважды выигрывал титул чемпиона Югославии в 1951 и 1953 годах и трижды становился обладателем кубка Югославии в 1948, 1949 и 1950 годах.

## Выступления за сборную
В 1949 году дебютировал в официальных матчах в составе национальной сборной Югославии. В течение карьеры в национальной команде провёл в её форме 17 матчей.
В составе сборной был участником чемпионата мира 1950 года в Бразилии, где сыграл со Швейцарией (3-0), с Мексикой (4-1) и с Бразилией (0-2).
По завершении футбольной карьеры работал во внешней торговле. Умер 13 мая 1979 года на 58-м году жизни в городе Варшаве.

## Титулы и достижения
- Чемпион Югославии (2):

«Црвена Звезда»: 1951, 1952—1953
- Обладатель Кубка Югославии (3):

«Црвена Звезда»: 1948, 1949, 1950